# Impatiens tavoyana
Impatiens tavoyana är en balsaminväxtart som beskrevs av George Bentham. Impatiens tavoyana ingår i släktet balsaminer, och familjen balsaminväxter. Inga underarter finns listade i Catalogue of Life.